# Llesp (antic municipi)
| \| ← \| 1812 — 1965 \| → \|                                 |                    |   |
| Escut d'armes                                               |                    |   |
| Llesp dins del Pont de Suert                                |                    |   |
| Període històric                                            | Edat Contemporània |   |
| • Creació del municipi '('Constitució de Cadis)             | 1812               |   |
| • Annexió de Castilló de Tor, Gotarta, Igüerri, Iran i Irgo | Febrer del 1847    |   |
| • Annexió de Casós, Sarroqueta de Barravés i Viuet          | Entre 1847 i 1857  |   |
| • Annexió al Pont de Suert, de l'(Alta Ribagorça)           | 1965               |   |
| ←                                                           | 1812 — 1965        | → |

L'antic municipi de Llesp era un municipi de 38,83 km² de l'Alta Ribagorça, independent fins a l'any 1970, quan fou agregat al Pont de Suert, juntament amb Malpàs i Viu de Llevata, amb el resultat d'engrandir notablement el vell municipi del Pont de Suert, que era molt petit. La seva aportació als 148,62 km² del municipi actual fou, doncs, del 26,13% de territori.
Tenia el seu centre en el poble de Llesp, i també hi pertanyien els pobles de l'Artiga, Casós, Castilló de Tor, Gotarta, Igüerri, Iran, Irgo, Sarroqueta de Barravés i Viuet. Els dos primers són enclavaments dins del terme municipal de Vilaller.
En la proposta derivada de l'Informe Roca, es preveia integrar aquests dos enclavaments en el terme municipal de Vilaller, segregant-los del del Pont de Suert. Alhora, el municipi de Vilaller passaria a denominar-se Vilaller i Vall de Barravés. A més, els pobles de Llesp, Iran i Irgo havien de passar el terme municipal de la Vall de Boí.

## Geografia

### Nuclis de població
El seu centre era el poble de Llesp; també hi pertanyien els pobles de Casós, Castilló de Tor, Gotarta, Igüerri, Iran, Irgo, Sarroqueta de Barravés i Viuet.

### Límit amb l'antic terme del Pont de Suert
Comença aquesta descripció en el punt de trobada del terme municipal de Bonansa, de l'Alta Ribagorça occidental, d'administració aragonesa, amb els antics termes de Llesp i el Pont de Suert, ara tots dos units en el terme actual de la capital ribagorçana. Es tracta del lloc de trobada de la Noguera Ribagorçana amb la Noguera de Tor.
Des d'aquest interfluvi, l'antic termenal entre Llesp i el Pont de Surt seguia 175 metres la Noguera de Tor i, en arribar al pont de la carretera N-230 damunt seu, torcia cap a l'est-sud-est, enfilant-se al Tossal de les Roques Collades, de 1.016,7 m. alt., i continuava en línia recta travessant el barranc de l'Oratori, passant pel nord del Serrat de la Gessera, travessant el camí de Gotarta i anant abuscar el barranc de Raons just al sud de Gotarta, a la Solana del Puço. Just en arribat al barranc de Raons es trobaven els tres municipis actualment fusionats en el Pont de Suert: Llesp, Malpàs i el mateix Pont de Suert.

### Límit amb l'antic terme de Malpàs, del terme del Pont de Suert
El termenal amb Malpàs començava en el triterme anterior i resseguia un bon tros aigües amunt la llera del barranc de Raons, fins que aquest torrent trobava el camí que de Malpàs va cap a Gotarta i Igüerri, des d'on traçava una línia recta cap al nord-nord-oest que passava just pel mig de Raons: la Borda de Servent i la de Martí quedaven en terme de Malpàs, i l'església de Sant Esteve i la Borda del Pei, en el de Llesp. Aquesta línia recta anava a parar al cim d'un turó de 1.585,6 m. alt. del Grilló, a llevant de la Roca de Corona.
En aquest punt, el termenal anava a buscar la carena que comença a la Roca de Corona, de 1.623,9 m. alt., el Bony de Corona, de 1.661,1, i segueix cap al nord-est pel Tossal de la Tartera, la Calbera d'Irgo, de 1.895,3, i les Collades, on arriba als 2.014,3. Trenca cap a llevant per seguir totes les Collades, i en arribar al Tuc, de 2.058,8, torna a emprendre la direcció nord-est. Puja al Serrat de Riconco, i el segueix fins a trobar el Pic de la Tartera, de 2.309,7 m. alt., on hi ha l'antic triterme entre Malpàs, Llesp i Durro, actualment pertanyent aquest darrer antic terme al de Vall de Boí.

### Límit amb l'antic terme de Durro, del terme de Vall de Boí
Des del Pic de la Tartera, el termenal entre Llesp i Durro, actualment entre el Pont de Suert i Vall de Boí, segueix cap a l'oest-nord-oest, des d'on va a buscar la Serra Capitana per tal d'anar baixant cap a la vall de la Noguera de Tor. El termenal segueix tota aquesta serra, de manera que baixa en 3,8 quilòmetres dels 2.309,7 metres d'altitud del Pic de la Tartera als 985 de la llera del riu, on es troben actualment els termes municipals del Pont de Suert i de Vall de Boí, i antigament, els de Durro, Barruera, tots dos integrats en el de Vall de Boí, i Llesp, pertanyent actualment al Pont de Suert.

### Límit amb l'antic terme de Barruera, del terme de Vall de Boí
Des del punt anteriorment descrit, el termenal entre Llesp i Barruera seguia la llera del Noguera de Tor cap al sud-oest, fins a prop del quilòmetre 5 de la carretera L-500. D'aquí, puja de sobte cap al nord-oest per anar a buscar un turonet de 1.010,7 m. alt. que hi ha al nord-est del poble de Llesp, des d'on s'enfila cap al nord-oest, per anar a buscar el costat de llevant del Tossal dels Porros, de 1.355,6 m. alt., que no arriba a tocar. Després encara puja, sempre cap al nord-oest, per un contrafort de la muntanya fins a arribar al triterme entre Vilaller, Barruera i Llesp (és a dir, Vall de Boí i el Pont de Suert, en el cas dels dos darrers termes.

### Límit amb el terme de Vilaller
La major part del termenal amb Vilaller discorre per carenes de muntanya. Des del punt anterior, el termenal va a buscar, sense pujar al capdamunt, el vessant sud-oriental de la Collada de Calbo, de 1.675,9 m. alt., i el Tossal de Sentúcia, de 1.710,9, i continua, sense acabar d'arribar a la carena més alta, sempre cap al sud-oest, cap al barranc de Serreres, fins que, al capdamunt del bosc de Serreres, puja a un turó de 1.484,8 m. alt.
Des d'aquest lloc, el termenal fa una estrany angle agut cap al nord per tornar a emprendre la direcció sud-oest, cap al Tossal de Viuet, de 1.301,9 m. alt. Llavors gira cap a ponent, fins a arribar als Solans, on troba el camí de Vilaller a Viuet, a 1.110 m. alt., lloc on torç cap al sud-oest, just pel límit sud del bosc, i baixa fins a trobar la carretera N-230 just al lloc on se'n separa la carretera N-260, i acaba d'arribar a la Noguera Ribagorçana pel costat de migdia de la carretera. Just al riu es troben els termes municipals de Vilaller, el Pont de Suert (antic terme de Llesp) i Montanui, el darrer de l'Alta Ribagorça occidental d'administració aragonesa.

### Límit amb el terme de Montanui, de l'Alta Ribagorça occidental
El termenal amb Montanui és exactament la mateixa Noguera Ribagorçana, des del punt anterior fins a prop de les bordes de Piquer i de Segabaix, al lloc on aflueix en el riu un barranquet que baixa del nord, dels Fronts. Trobem un nou triterme en aquest lloc: els municipis ribagorçans occidentals, d'administració aragonesa de Montanui i Bonansa i el de Llesp, és a dir, el Pont de Suert.

### Límit amb el terme de Bonansa, de l'Alta Ribagorça occidental
El termenal amb Bonansa és semblant a l'anterior, entre el punt que acabem d'esmentar i l'afluència de la Noguera de Tor en la Noguera Pallaresa, amb la sola diferència que el termenal no segueix exactament per la llera del riu, sinó per la seva riba dreta, en una alçada oscil·lant, però un xic per damunt de la llera. Quan es troben els dos rius esmentats, hom arriba al punt on hem començat la descripció de l'antic terme de Llesp.

## Història
Fins a l'abolició dels senyorius, el 1831, Tremp pertangué senyorialment al bisbe de Lleida.
Llesp és un dels ajuntaments constituïts el 1812 a ran de la promulgació de la Constitució de Cadis, a partir de la universitat o comú existent a l'edat moderna. El 1845 es va aprovar una llei municipal que exigia un mínim de 30 veïns (caps de família) per tal de garantir la continuïtat dels ajuntaments, i Llesp va poder-ho fer atès que va sumar-ne 30 amb els seus 7 veïns, els 5 de Castilló de Tor, 8 de Gotarta, 2 d'Igüerri, 4 d'Iran i 4 d'Irgo de Tor. Això va comportar la desaparició de tots els altres ajuntaments, en ser agregats a Llesp.
En canvi, Raons en aquell moment formava part totalment de l'ajuntament de Malpàs, i Casós, Sarroqueta de Barravés i Viuet del de Vilaller.
L'antic terme de Llesp tenia 215 habitants el 1970, i 109 el 1981.

### Ajuntament
Llesp havia tingut els alcaldes següents:
- Josep Roqué (1899)
- Fèlix Riu (1941)

## Llocs d'interès

### Històric
- El poble de Llesp
- Sant Martí de Llesp
- El poble de Casós
- Sant Romà de Casós
- Sant Salvador de Casós
- El poble de Castilló de Tor
- El poble de Gotarta i el seu entorn
- El poble d'Igüerri
- Sant Esteve d'Igüerri
- El poble d'Iran
- Sant Climent d'Iran
- El poble d'Irgo
- El poble de Sarroqueta de Barravés
- Santa Maria de Sarroqueta
- El poble de Viuet

### Paisatgístic
- Paisatge sobre la vall del Noguera de Tor des de Llesp, Iran i Irgo
- Paisatge sobre la vall de Barravés des de Sarroqueta de Barravés i des de Casós
- Paisatge sobre valls i muntanyes des d'Igüerri i Gotarta

## Activitat econòmica
L'activitat econòmica tradicional de Llesp era dins del sector primari: el 35% del territori són boscos, la major part comunals i explotats en consorci amb l'estat. El bosc comunal de Sarroqueta i Viuet era de 113 ha.; el de Gotarta i Igüerri, 150; el d'Iran, 150, i el d'Irgo, 200.
La propietat de la terra de conreu és també majoritàriament comunal (el 55%): un terç l'ocupen guarets i pastures, i la resta es reparteix entre prats naturals i terres llaurades. Farratges, cereals i patates són les collites principals, avui dia.
La ramaderia ha estat tradicionalment l'activitat principal; si bé antigament el bestiar oví era el més abundant, ara ho és, percentualment, el boví, de cara a la producció de carn.
L'activitat industrial se circumscrivia a un molí fariner i a unes mines, abandonades de molt enrere. En l'actualitat, és la producció d'electricitat, l'activitat principal. En el terme de Llesp hi ha una central a la Noguera Ribagorçana, la de Navarri, i una altra a la Noguera de Tor, la de Llesp, de 12.840 kW de potència, alimentada pel pantà de Cardet. El pantà de Llesp, a més, serveix per a nodrir d'aigua la central del Pont de Suert.